# Наярит
Наярит (на испански: Nayarit) е един от 31-те щата на Мексико. Разположен е в централната част на западното крайбрежие на страната. Наярит е с население от 949 684 жители (2005 г., 28-и по население), а общата площ на щата е 26 979 км², което го прави 23-тия по площ щат в Мексико. Столица на щата е град Тепик